# Top Combine
Chí Thượng Lệ Hợp (giản thể: 至上励合; phồn thể: 至上勵合) hay Top Combine là một nhóm nhạc nam Mandopop của Trung Quốc. Nhóm được thành lập năm 2007 với các thành viên Trương Viễn, Mã Tuyết Dương, Lưu Châu Thành, Lý Mậu và Kim Eun-sung (Kim Ân Thánh). Tất cả đều được đào tạo chuyên nghiệp về ca hát, vũ đạo, nghề mẫu và ngôn ngữ. Ngoại trừ Kim Eun-sung thì bốn thành viên còn lại đều là các thí sinh bước ra từ chương trình Super Boy năm 2007 – phiên bản nam của Super Girl. Chí Thượng Lệ Hợp chính thức ra mắt vào tháng 10 năm 2008 với màn trình diễn ca khúc đầu tay của nhóm mang tên "Arrival". Nhóm từng lọt top 10 nhóm nhạc nam hàng đầu châu Á do trang About.com của Mỹ bình chọn.
Năm 2012, Lý Mậu rời nhóm để theo đuổi sự nghiệp diễn xuất, và nhóm 5 thành viên bỗng biến thành bộ tứ.